# 14042 Agafonov
14042 Agafonov (1995 UG5) là một tiểu hành tinh vành đai chính được phát hiện ngày 16 tháng 10 năm 1995 bởi T. V. Kryachko ở Trạm Zelenchukskaya của Đài quan sát Engelhardt.